# Micropsammis noodti
Micropsammis noodti är en kräftdjursart som beskrevs av Mielke 1975. Micropsammis noodti ingår i släktet Micropsammis och familjen Pseudotachidiidae. Arten är reproducerande i Sverige. Inga underarter finns listade i Catalogue of Life.